# Tour della nazionale maschile di rugby a 15 della Romania 1991
Il Tour della Nazionale di rugby a 15 della Romania 1991 fu una serie di incontri di rugby disputatisi in Nuova Zelanda e avente come protagonista la nazionale della Romania.
Il tour era in preparazione alla Coppa del Mondo di rugby 1991. Nessun "test match" ufficiale venne disputato e l'incontro clou fu quello tra i romeni e la selezione Under-21 neozelandese.

## Risultati
| Wanganui 15 maggio 1991 | Wanganui | 18 – 26 | Romania XV |  |

| Levin 18 maggio 1991 | Horowhenua | 12 – 48 | Romania XV |  |

| Masterton 22 maggio 1991 | Waiparapa Bush | 32 – 25 | Romania XV |  |

| Napier 25 maggio 1991 | Hawke's Bay | 24 – 17 | Romania XV |  |

| Taumarunui 29 maggio 1991 | King Country | 6 – 28 | Romania XV |  |

| Auckland 9 giugno 1991 | Nuova Zelanda XV | 60 – 30 | Romania | Eden Park (11.000 spett.)\| Arbitro: \| Kerry Lawrence \| |
| Arbitro:               | Kerry Lawrence   |         |         |                                                           |

| Pukehoke 2 giugno 1991 | Counties Manukau | 17 – 30 | Romania XV |  |

| Paeroa 5 giugno 1991 | Thames Valley | 7 – 30 | Romania XV |  |